# Cantonul Pouilly-sur-Loire
Cantonul Pouilly-sur-Loire este un canton din arondismentul Cosne-Cours-sur-Loire, departamentul Nièvre, regiunea Burgundia, Franța.

## Comune
| Comune                   | Populație (1999) | Cod poștal | Cod INSEE |
| ------------------------ | ---------------- | ---------- | --------- |
| Bulcy                    | 155              | 58400      | 58042     |
| Garchy                   | 417              | 58150      | 58122     |
| Mesves-sur-Loire         | 637              | 58400      | 58164     |
| Pouilly-sur-Loire        | 1 767            | 58150      | 58215     |
| Saint-Andelain           | 536              | 58150      | 58228     |
| Saint-Laurent-l'Abbaye   | 227              | 58150      | 58248     |
| Saint-Martin-sur-Nohain  | 396              | 58150      | 58256     |
| Saint-Quentin-sur-Nohain | 126              | 58150      | 58265     |
| Suilly-la-Tour           | 558              | 58150      | 58281     |
| Tracy-sur-Loire          | 960              | 58150      | 58295     |
| Vielmanay                | 183              | 58150      | 58307     |